# 氾瑗
氾 瑗（はん えん、生没年不詳）は、五胡十六国時代前涼の人物。字は伯玉。敦煌郡の出身。祖父は西晋の永平県令氾宗。敦煌文献の一つである『敦煌氾氏家伝并序』に詳細な記述がある（但し途中から散逸している）。

## 生涯
敦煌氾氏は、前漢の御史中丞氾雄が紀元前28年に済北郡盧県から敦煌郡に移り住んだのが始まりとされ、以降300年近くに渡って地元の豪族であった。
若い頃は家学である経学に励み、剛毅・果断な人物であったという。敦煌においてその名は知れ渡り、州より招聘を受けて主簿・治中・別駕従事に任じられ、秀才に挙げられた。その後、時期は不明だが洛陽へ入朝している。
301年4月、僭帝司馬倫が誅殺されて恵帝が復位されると、斉王司馬冏が政権を握ったが、専横を尽くした事により人心を失ってしまった。氾瑗は言葉の限りを尽くして司馬冏の振る舞いを諌めたが、従う事は無かった。その為、自ら護羌校尉を称して涼州へ戻ると、姑臧に入城して涼州刺史張軌（前涼の初代君主）に接見した。張軌は氾瑗と語らい合うと、思わず席の前に身体を乗り出す程に夢中になった。氾瑗が退出すると、張軌は左右の側近へ「これこそ真の将相の才である。我は彼と共に世難を救うのだ」と喜んだ。氾瑗は謀主に取り立てられて陣営に迎え入れられ、張軌は彼に公務を任せて胸の内を語り合ったという。
その後、中督護に任じられた。
305年6月、隴西郡太守韓稚は秦州刺史張輔と対立するようになると、子の韓朴に兵を与えて張輔を攻撃させ、殺害してしまった。張軌はこれを知ると、氾瑗に2万の兵を与えて討伐に当たらせた。やがて韓稚は兵を率いて降伏した。
しばらくして、氾瑗は兵の反乱に遭って殺されたという。

## 逸話
ある時、同郷である宋配・陳琠と共に道端で人相見と出会うと、人相見は「三人はみな二千石の地位に至るでしょう。しかしながら、氾生には腹に逆風があるので、兵により死して後は絶えるでしょう」と告げた。果たして予言の通りとなった。